# Brachyleptura circumdata
Brachyleptura circumdata (лат.) — вид жуков-усачей из подсемейства усачиков. Распространён в восточных США. Обитают в пойменных лесах, в которых преобладает клён серебристый. Взрослые насекомые посещают цветки различных растений в том числе кизила, нивянника обыкновенного Spiraea alba. Кормовыми растениями личинок являются ели и, возможно, сосны.